# Henryk Żebrowski

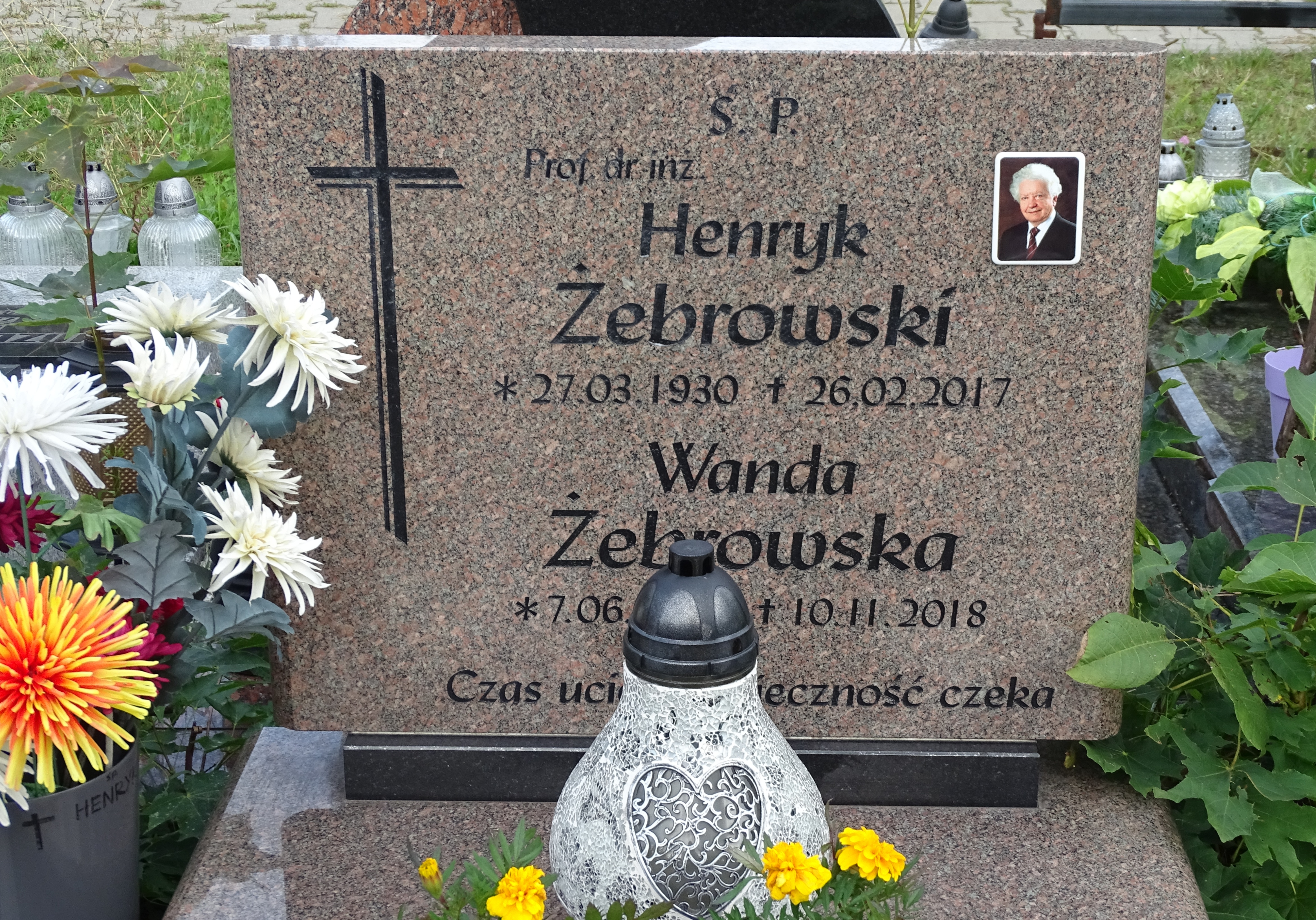
Grób Henryka i Wandy Żebrowskich

Henryk Stanisław Żebrowski (ur. 27 marca 1930 w Desznie, zm. 26 lutego 2017 we Wrocławiu) – polski inżynier, profesor nauk technicznych, pracownik naukowy Politechniki Wrocławskiej.

## Życiorys
W 1956 ukończył studia na Politechnice Wrocławskiej. Już od 1953 pracował na macierzystej uczelni, na Wydziale Mechanicznym, do 1955 jako zastępca asystenta, od 1955 do 1965 jako asystent w Katedrze Obróbki Metali. W 1965 uzyskał stopień doktora nauk technicznych.
W latach 1965–1969 pracował na PWr jako adiunkt, od 1966 do 1986 kierował Zakładem Obróbki Skrawaniem i Narzędzi, od 1987 do 2001 Zakładem Obróbki Wiórowej, Ściernej i Erozyjnej. W 1969 został mianowany docentem. W latach 1968–1981 i 1987–1993 był zastępcą dyrektora Instytutu Technologii Maszyn i Automatyzacji. W 1986 otrzymał tytuł profesora nadzwyczajnego, w 1994 tytuł profesora zwyczajnego. Promotor doktoratu Piotra Cichosza.
Od 1987 był członkiem Komitetu Budowy Maszyn PAN.
Zajmował się obróbką ścierną i elektrochemicznościerną, procesami skrawania materiałów trudnościeralnych.
Był odznaczony Krzyżem Kawalerskim (1984) i Krzyżem Oficerskim (1998) Orderu Odrodzenia Polski oraz Medalem Komisji Edukacji Narodowej. W 2008 Uniwersytet Świętych Cyryla i Metodego w Skopju przyznał mu tytuł doktora honoris causa.
Syn Stanisława i Ludwiki. Pochowany na Cmentarzu Świętej Rodziny we Wrocławiu.